# Piezophidion simplex
Piezophidion simplex är en skalbaggsart som beskrevs av Martins 2005. Piezophidion simplex ingår i släktet Piezophidion och familjen långhorningar. Inga underarter finns listade i Catalogue of Life.